# Juju Stories
Juju Stories es una película antológica en tres partes que explora historias de juju (mágicas) arraigadas en el folclore y leyenda urbana nigeriana, escrita y dirigida por C. J. Obasi, Abba Makama y Michael Omonua. Se presentan tres historias: "Love Potion" de Omonua, "YAM" de Makama y "Suffer The Witch" de Obasi.

## Sinopsis
En Juju Stories se cuentan tres historias. En Love Potion, una mujer soltera acepta usar juju para encontrar una pareja ideal. En Yam, surgen consecuencias cuando un pilluelo de la calle recoge dinero aparentemente al azar del borde de la carretera. En Suffer the Witch el amor y la amistad se convierten en obsesión, cuando una universitaria atrae el interés de su enamorado.

## Elenco
- Belinda Agedah Yanga como Mercy
- Paul Utomi como Leonard
- Elvis Poko como Tohfik
- Don Ekwuazi como Amos
- Nengi Adoki como Joy
- Bukola Oladipupo como Chinwe
- Timini Egbuson como Ikenna

## Recepción
Se estrenó en la edición 2021 del Festival de Cine de Locarno. Ganó el premio Boccalino d'Oro a la mejor película. Su estreno en cines de doce países está previsto para el 31 de octubre de 2021.

### Premios y nominaciones
| Año  | Premios                     | Categoría                                | Nominado                                 | Resultado |             |
| ---- | --------------------------- | ---------------------------------------- | ---------------------------------------- | --------- | ----------- |
| 2021 | Festival de Cine de Locarno | Leopardo dorado                          | Juju Stories                             | Nominado  | [ 5 ]       |
| 2021 | Festival de Cine de Locarno | Concurso Internacional: Mención especial | Juju Stories                             | Nominado  | [ 4 ]       |
| 2021 | Festival de Cine de Locarno | Premio especial del jurado               | Juju Stories                             | Nominado  |             |
| 2021 | Festival de Cine de Locarno | Leopardo al mejor actor                  | Juju Stories                             | Nominado  |             |
| 2021 | Festival de Cine de Locarno | Leopardo a la mejor actriz               | Juju Stories                             | Nominado  |             |
| 2021 | Festival de Cine de Locarno | Boccalino d'oro a la mejor película      | Juju Stories                             | Ganador   | [ 6 ] [ 7 ] |
| 2021 | Festival de Cine de Locarno | Leopardo a la mejor dirección            | C. J. Obasi, Abba Makama, Michael Omonua | Nominados |             |